# Touch (Fluss)
Der Touch ist ein Fluss in Frankreich, der im Département Haute-Garonne in der Region Okzitanien verläuft. Er entspringt nahe dem Plateau von Lannemezan im Gemeindegebiet von Lilhac, entwässert generell in nordöstlicher Richtung und mündet nach rund 74 Kilometern am nordwestlichen Stadtrand von Toulouse als linker Nebenfluss in die Garonne.
Da er in Trockenperioden wenig Wasser führt, wird – wie bei den meisten Flüssen am Plateau von Lannemezan – der Wasserstand künstlich reguliert; in seinem Fall durch einige Staubecken am Fluss sowie den Bewässerungskanal Canal de Saint-Martory, der in Tournefeuille in den Touch einmündet.

## Orte am Fluss
- Lilhac
- Fabas
- Pouy-de-Touges
- Savères
- Bérat
- Lherm
- Saint-Clar-de-Rivière
- Plaisance-du-Touch
- Labastidette
- Tournefeuille
- Toulouse